# Bimbo Jones
Bimbo Jones é um DJ do Reino Unido, que já fez remixes oficiais de Britney Spears, Kylie Minogue, Avril Lavigne, Lady Gaga, Miley Cyrus, Yoko Ono, entre outros.